# L'emigrante (film 1915)
L'emigrante è un film del 1915, diretto dal regista Febo Mari.

## Trama
La famiglia di Antonio vende – sottoprezzo – ad un robivecchi la mobilia di casa non strettamente indispensabile, per realizzare il denaro necessario al suo viaggio oltreoceano in cerca di fortuna. Antonio fa le sue ultime provviste al mercato - nel quale viene derubato di parte dei soldi -, fra cui una cornice nella quale inserire le fotografie della moglie e della figlia Maria, e, dopo aver fatto l'elemosina ad un mendicante, si imbarca.
Nelle Americhe trova a fatica, e corrompendo un caporale, un lavoro come operaio edile, per pochi pesos. In breve tempo rimane vittima di un infortunio sul lavoro, e finisce all'ospedale. Una lettera di Maria da casa lo informa che la mamma è malata, e le medicine sono troppo costose per loro. L'azienda edile lo turlupina facendolo rinunciare ad ogni indennizzo. Esce dalla casa di cura dichiarato guarito, e in realtà inabile al lavoro. Gli avvocati a cui Antonio si rivolge non vogliono perdere tempo e denaro con un potenziale cliente che non è in grado di pagare le loro salate parcelle.
Antonio rimpatria.